# Quinquatres
Quinquatres (en llatí Quinquatrus o Quinquatruia) eren unes festes religioses romanes dedicades a Minerva. Se celebraven cada any el dia 19 de març i s'anomenaven així, segons Marc Terenci Varró, perquè se celebraven el cinquè dia després dels idus, igual que a Túsculum s'anomenava Sexatria (o Sexatrus) al festival que es feia al sisè dia després dels idus, i Septimatria (Septimatrus) al que es feia al setè dia. Sext Pompeu Fest encara afegeix que els faliscs anomenaven al seu festival que es feia el desè dia després dels idus com Decimatria o Decimatrus.
Tots els autors estan d'acord que només durava un dia, excepte Ovidi que diu que durava cinc dies i que prenia el nom d'aquesta circumstància. Segons Ovidi hi havia un dia en què no es podia vessar sang i després quatre dies més amb combats de gladiadors, dedicats a Minerva com a deessa de la guerra de manera que semblaria que el festival pròpiament dit era el primer dia i la resta segurament van ser afegits en temps de Juli Cèsar per gratificar al poble, a qui agradaven molt els combats de gladiadors. Tots els antics calendaris estan d'acord que el festival només durava un dia.
Ovidi diu que se celebrava per commemorar el naixement de Minerva però segons Fest era dedicat a Minerva perquè el seu temple a l'Aventí s'havia consagrat aquell dia. Segons Ovidi, al cinquè dia es purificaven els Escuts sagrats que s'utilitzaven en determinats ritus, les tubae o trompetes que sonaven a les batalles (Tubilustrium) i les armes que s'havien d'usar a la guerra. però sembla que aquest acte formava per si sol un festival separat anomenat Tubilustrium que es feia el 23 de març i, per tant, equivalent al cinquè dia després de les Quinquatres. Era costum en el dia del festival que les dones consultessin als endevins. Quan es tornaven a guardar les armes, perquè a l'hivern no es combatia, es celebrava l'Armilustrium, un festival en honor a Mart, el 19 d'octubre.
Domicià va establir una celebració privada a la seva vil·la als turons d'Alba, amb un col·legi encarregat d'organitzar la celebració i que també participava en els actes presentant obres de teatre i escenes de caça, i concursos de poetes i oradors, segons diu Suetoni.
Un festival anomenat Quinquatrus Minusculae o Quinquatrus Minores, es feia els idus de juny i s'organitzava una processó fins al temple de Minerva, amb una mena de carnaval que durava tres dies.